# كلارنس تشايلدز
كلارنس تشايلدز (بالإنجليزية: Clarence Childs)‏ هو منافس ألعاب قوى أمريكي، ولد في 24 يوليو 1883 في ووستير في الولايات المتحدة، وتوفي في 16 سبتمبر 1960 في واشنطن العاصمة في الولايات المتحدة.

## وصلات خارجية
- كلارنس تشايلدز على موقع أوليمبيديا (الإنجليزية)